# Николаус I (Шверин)
Николаус I фон Текленбург (на немски: Nikolaus I von Tecklenburg; * ок. 1300; † ок. 1368) е от 1356 до 1358 г. първият граф на Текленбург от фамилията Шверин-Текленбург.

## Биография
Той е син на Гунцелин VI граф на Шверин-Витенбург († 1327) и съпругата му Рихардис фон Текленбург († ок. 1327), наследничка на Графство Текленбург, дъщеря на граф Ото IV фон Бентхайм-Текленбург (* ок. 1270; † 1307) и Беатрикс фон Ритберг († 1312/1325). Брат е на граф Ото I фон Шверин-Витенбург (* ок. 1320; † 1357). Сестра му Беата († пр. 1341) се омъжва 1334 г. за херцог Албрехт IV фон Саксония-Лауенбург. Сестра му Рихардис (Рикса) (* ок. 1320; † 1384) е омъжена за херцог Валдемар V фон Шлезвиг (Валдемар III крал на Дания 1326 – 1330), син на херцог Ерих II фон Шлезвиг.
Той наследява баща си и понеже е малолетен до 1330 г. е под опекунството на роднината му Адолф фон Марк. Той се бие против фризите. През 1333 г. сключва съюз с епископ Лудвиг II фон Мюнстер, граф Адолф II фон Марк, Бернхард фон Равенсберг, Симон I фон Липе и Ото фон Липе.
Николаус I, със съгласието на синът му Ото VI, продава през 1357 г. Графство Шверин на херцозите Албрехт II фон Мекленбург и Хайнрих III фон Мекленбург. През 1365 г. цялото Господство Реда е към Текленбург.

## Фамилия
Първи брак: пр. 19 август 1335 г./пр. 13 декември 1335 г. с графиня Хелена фон Олденбург-Алтбруххаузен († пр. 21 април 1351/сл. 1352), дъщеря на граф Ото фон Олденбург-Алтбруххаузен († 1360) и съпругата му Ода. Те имат децата:
- Ото VI († 13 юли 1388), граф на Текленбург
- Рихиса (Рихардис) фон Текленбург († 7 октомври 1430), омъжена за граф Ото IV (VII) фон Олденбург, херцог фон Делменхорст († 1418/1423), внук на граф Йохан I фон Олденбург-Делменхорст и син на граф Кристиан VIII Стари фон Олденбург-Делменхорст († сл. 1367) и Хайлвиг фон Хоя († сл. 1374)

Втори брак: с графиня Дипхолц.